# Бурбон (Индијана)
Бурбон (енгл. Bourbon) град је у америчкој савезној држави Индијана.

## Демографија
По попису из 2010. године број становника је 1.810, што је 119 (7,0%) становника више него 2000. године.
| Група             | 2000.         | 2010.         |
| Белци             | 1.584 (93,7%) | 1.694 (93,6%) |
| Афроамериканци    | 1 (0,1%)      | 6 (0,3%)      |
| Азијати           | 10 (0,6%)     | 10 (0,6%)     |
| Хиспаноамериканци | 85 (5,0%)     | 90 (5,0%)     |
| Укупно            | 1.691         | 1.810         |